# Lamoria adaptella
Lamoria adaptella är en fjärilsart som beskrevs av Walker 1863. Lamoria adaptella ingår i släktet Lamoria och familjen mott. Inga underarter finns listade i Catalogue of Life.